# Тіндевен
Тіндевен (нід. Tiendeveen) — село в нідерландській провінції Дренте. Входить до муніципалітету Гогевен.
Його площа становить 8,23 км², а населення станом на 2021 рік складало 670 осіб.